# География Калифорнии
Калифорния вытянута вдоль берега Тихого океана между 32 и 42 градусами северной широты и 114 и 124 западной долготы. Она граничит со штатом Орегон на севере, штатами Невада и Аризона на востоке; южная граница штата также является частью государственной границы с Мексикой. С мексиканской стороны к ней примыкает штат Нижняя Калифорния. Длина Калифорнии с севера на юг — около 1240 км, ширина с запада на восток — около 400 км.
Калифорния — крупнейший тихоокеанский штат. Она также является третьим по площади штатом США (423 970 км²), уступая только Аляске и Техасу и опережая Монтану.

## Геология
Калифорния делится на 11 геологических провинций: горы Кламат, Каскадные горы, плато Модок, Провинция долин и хребтов, Береговые хребты, Калифорнийская долина, Сьерра-Невада, Лос-Анджелесские хребты, пустыня Мохаве, Нижняя Калифорния, пустыня Колорадо.
Калифорния является сейсмоопасной зоной, по территории штата проходит множество геологических разломов, самый известный из которых — Сан-Андреас. Это сейсмоактивный разлом глубиной до 25 км при длине более 1000 км и ширине до 20 км, с которым связаны крупнейшие землетрясения в истории Калифорнии. Сан-Андреас соединяет два сегмента срединно-океанического хребта: продолжение Восточно-Тихоокеанского поднятия в Калифорнийском заливе и хребет Хуан-де-Фука. По нему проходит граница Тихоокеанской и Североамериканской литосферных плит.
Также на территории Калифорнии находится несколько вулканов, в том числе спящий вулкан Лассен-Пик, который извергался в 1914 и 1921 годах.
Начиная с XIX века на территории Калифорнийской долины ведётся добыча нефти. В последние двадцать лет темпы добычи постепенно снижаются. В 2008 году в Калифорнии производилось около 655 тысяч баррелей нефти в день, что на 1,7 % меньше показателей предыдущего года. В настоящее время крупнейшим месторождением нефти является Мидуэй-Сансет (36,7 млн баррелей за 2008 год). Уровень добычи природного газа также снижается. В 2008 году было произведено около 298,3 млрд кубических футов (около 8,5 млрд м³). Среди месторождений природного газа лидирует Элк-Хиллс.
По добыче других полезных ископаемых Калифорния занимает третье место (после Аризоны и Невады). Согласно ежегодному геологическому обзору США в 2007 году в штате производилось около 30 промышленных минералов на 660 шахтах. В количественном отношении главными добываемыми минералами штата являются строительный песок (около 143 миллионов американских тонн в 2007) и гравий, а также цемент. Большое значение для добывающей промышленности штата имеют также минералы бора. В настоящее время в Калифорнии продолжается добыча золота и серебра, которая началась ещё во времена «золотой лихорадки». Золото является одним из символов штата, а официальное прозвище Калифорнии — «Золотой штат» (англ. The Golden State); тем не менее, в настоящее время этот металл добывается в гораздо меньших количествах и не играет большой роли в экономике штата.
Плодородные земли сосредоточены в центре штата, в Калифорнийской долине. По происхождению она представляет собой тектонический прогиб, заполненный осадочными породами. Другие тектонические впадины расположены на юго-востоке штата, крупнейшие из них — Долина Смерти (самая низкая точка на территории США и всей Северной Америки) и Солтон-Си.
Осадочные породы, отложившиеся в течение 15 миллионов лет реками Лос-Анджелес, Сан-Габриэль и Санта-Ана, сформировали на побережье Тихого океана плоский обширный ровный участок местности, известный как Бассейн Лос-Анджелеса. Неустойчивость этих пород подвергает располагающийся в Бассейне город Лос-Анджелес и его агломерацию значительной опасности во время землетрясений.

## Рельеф
На северо-западе штата находятся горы Кламат. Это горная цепь, которая частично располагается в юго-западной части Орегона. Горы Кламат разнообразны с геологической точки зрения (в значительном объёме присутствуют серпентин и мрамор), а также обладают уникальной флорой. Высшая точка этой горной цепи — Томпсон-Пик (2 744 м).
На севере Калифорнии находится южная оконечность Каскадных гор, простирающихся на огромное расстояние от Британской Колумбии (Канада) через Вашингтон и Орегон. Этот горный хребет включает в себя несколько вулканов. Все вулканы, извергавшиеся на территории континентальных штатов в историческое время, принадлежат к системе Каскадных гор. Последним из них извергался Лассен-Пик, самый южный из действующих вулканов этого хребта, в 1921 году. Гора Шаста, спящий вулкан, располагающийся в Калифорнии, является вторым по высоте пиком Каскадных гор (после Рейнира в штате Вашингтон). Высота Шасты — 4 322 метра.
Значительную площадь в северо-восточной части штата занимает плато Модок, состоящее из застывшей лавы. Высота плато колеблется между 1 200 и 1 800 метрами.
В центре штата находится обширная Калифорнийская долина площадью около 110 000 км² (примерно равно площади штата Теннесси), сельскохозяйственное сердце штата. Со всех сторон долина ограничена горами. На западе располагаются Береговые хребты, к востоку — горы Сьерра-Невада, к северу — Каскадные горы, к югу — горы Техачапи. Дельта рек Сакраменто и Сан-Хоакин делит долину на две части, которые называются в их честь долиной Сакраменто (северная часть) и долиной Сан-Хоакин (южная часть)
К западу от долины вдоль берега Тихого океана вытянулись Береговые хребты, включающие в себя хребет Дьябло к востоку от Сан-Франциско и горы Санта-Круз, располагающиеся к югу от этого города. Эти горы известны как место произрастания секвой, самых высоких деревьев на Земле.
На востоке Калифорнии располагаются горы Сьерра-Невада, протянувшиеся с севера на юг на расстояние около 750 км. В них находятся Йосемитская долина и Тахо, произрастает гигантская секвойя. Высота гор постепенно увеличивается с севера на юг. В промежутке между перевалом Фредоньер и озером Тахо высота вершин варьирует от 1 500 до 2 400 м над уровнем моря. Гребень хребта возле озера Тахо достигает 2 700 м, с несколькими утёсами, такими как гора Роуз (3 285 м); в районе Йосемитского национального парка повышается приблизительно до 4 000 м и достигает своего пика на Уитни (4 421 м), самой высокой горе континентальных штатов. Далее на юг высота постепенно уменьшается.
На юго-западе возле океана находятся обширные земли Бассейна Лос-Анджелеса, юго-восток же Калифорнии занят пустынями.
В Калифорнии находятся 16 из 104 горных вершин США, имеющих абсолютную высоту более 4000 метров и относительную — более 500 метров.

## Гидрография
Две крупнейших калифорнийских реки — Сакраменто и Сан-Хоакин. Обе они протекают через Центральную равнину и впадают в залив Сан-Франциско, а протяжённость их составляет 719 и 530 километров соответственно. Другие крупные реки штата — Кламат на севере (также впадает в Тихий океан) и Колорадо, часть которой составляет естественную границу между Калифорнией и Аризоной.

## Климат
На большей части территории штата климат средиземноморский, с дождливой зимой и сухим летом. Влияние океана снижает разброс температур, приводит к прохладному лету и тёплой зиме. Из-за холодного Калифорнийского океанского течения вдоль берега часто стоит туман. При продвижении вглубь территории климат становится более континентальным, с большим разбросом температур зимой и летом. Западные ветры с океана приносят влагу, и северная часть штата получает больше осадков, чем южная. На климат также влияют горы, которые не пропускают влажный воздух с океана далеко вглубь континента.
Северо-западная часть Калифорнии обладает умеренным климатом, суммарное выпадение осадков составляет 38—100 см в год. В Калифорнийской долине преобладает средиземноморский климат, но с бо́льшим разбросом температур. Для гор характерен горный климат, снежная зима и умеренно тёплое лето. К востоку от горных хребтов расположены пустынные районы с холодной зимой и жарким летом.

## Флора и фауна
Большую часть Калифорнии занимает калифорнийская флористическая провинция, для которой характерна высокая эндемичность (видовая — 48 %, родовая — 7,5 %). Типичными растительными сообществами являются чапараль и редкостойные дубовые насаждения, а в горах, в зависимости от высоты — широколиственные, смешанные и хвойные леса, вплоть до альпийских сообществ. Характерные эндемики: Sequoia sempervirens, Sequoiadendron giganteum, Umbellularia californica, Lithocarpus densiflora, Fremontodendron californicum, Paeonia californica, Crossosoma californicum, Carpenteria californica, Lyonothamnus floribundus, Cercis occidentalis, Pickeringia montana, Staphylea bolanderi, Aesculus californica. Флора калифорнийских пустынь относится к сонорской провинции. Для неё также характерен видовой эндемизм (Carnegiea, Washingtonia), а на юге (в Сонорской пустыне) заметны неотропические элементы.